# Anoplistes jomudorum
Anoplistes jomudorum là một loài bọ cánh cứng trong họ Cerambycidae.